# Rudolf Rühl

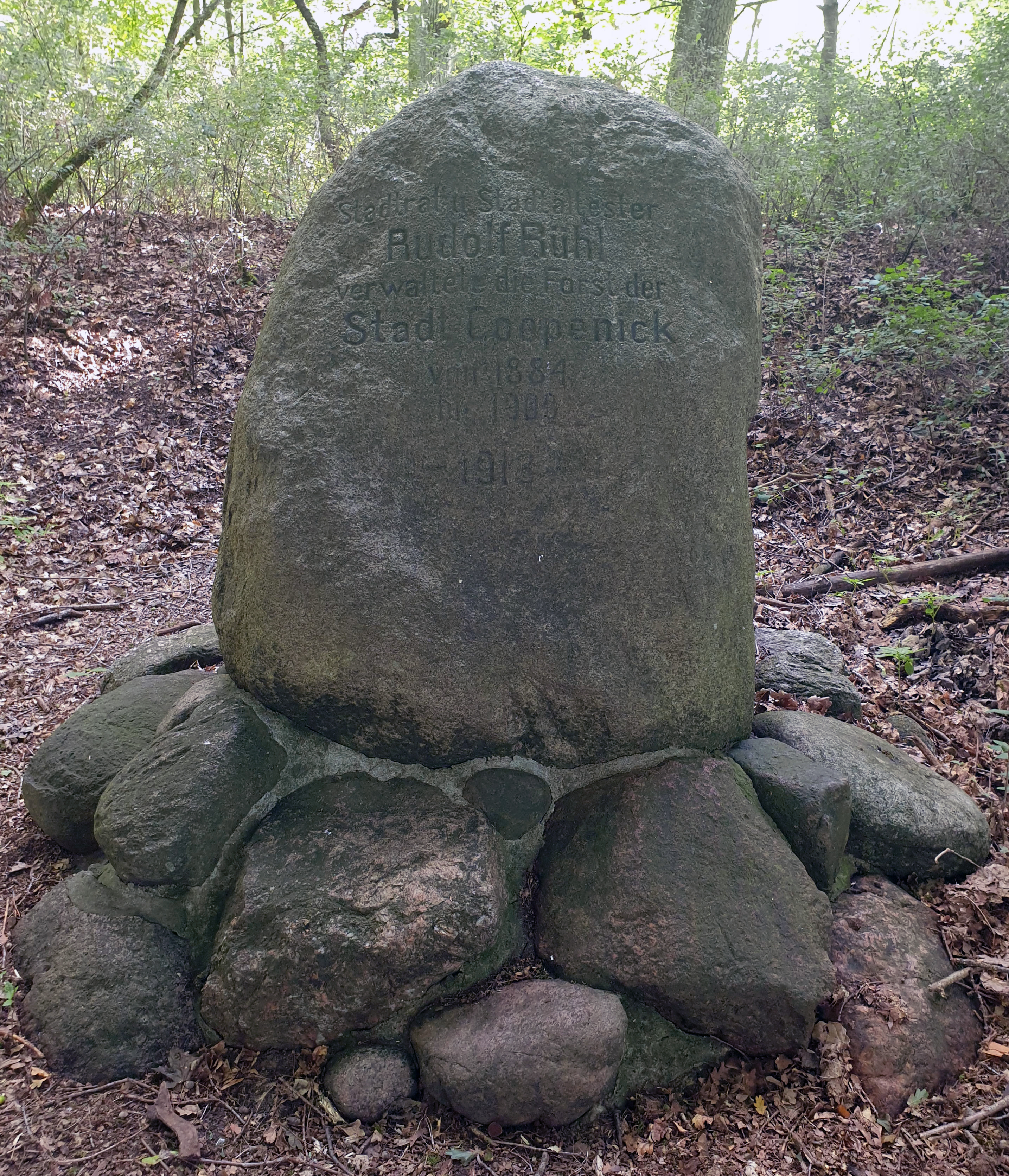
Gedenkstein am Müggelsee in Berlin-Köpenick

Rudolf Rühl  (* 29. März 1842 in Cöpenick; † 19. Dezember 1909 ebenda) war ein deutscher Kommunalpolitiker und Stadtältester.

## Leben
Rudolf Rühl stammte aus einer Köpenicker Ackerbürgerfamilie. Er wurde 1879 Stadtverordneter und 1884 Stadtrat der damals selbstständigen Stadt Cöpenick und als solcher Vorsitzender der Gemischten Kommission aus Magistrat und Stadtverordnetenversammlung für die Verwaltung des Köpenicker Stadtforstes. In diesem Amt sorgte er unter anderem für den Erhalt der Wald- und Erholungslandschaft rund um den Großen Müggelsee für die Allgemeinheit ebenso wie für die Anlage von öffentlichen Forstwegen. Waldrodungen zu Bebauungszwecken verhinderte er. 1904 wurde er mit dem Ehrentitel Stadtältester geehrt. Im Januar 1909 trat er als Stadtrat zurück.
Er wohnte in der Kietzer Straße 5. Sein Grab befindet sich auf dem St. Laurentius-Friedhof in der Rudower Straße. 1913 setzte ihm die Stadt mit einem gestalteten Findling am Südufer des Müggelsees in der Nähe des heutigen Hotels Müggelsee ein Denkmal.
Der im Ortsteil Köpenick gelegene Teil der Köpenicker Allee wurde am 29. März 2011 in Rudolf-Rühl-Allee umbenannt.